# Eremophila dichroantha
Eremophila dichroantha là một loài thực vật có hoa trong họ Huyền sâm. Loài này được Diels mô tả khoa học đầu tiên năm 1905.